# Dubajska čokolada
Dubajska čokolada je vrsta čokolade, ki je polnjena s pistacijevo kremo in kadaifom (tanko narezanim testom, podobnim rezancem, značilnim za bližnjevzhodno kulinariko). V letu 2024 je zaslovela zaradi objav na družbenih omrežjih. Kot odkritelj dubajske čokolade velja čokoladnica Fix Dessert Chocolatier iz dubajskega emirata, kjer jo tržijo pod znamko »Can’t Get Knafeh of It«.

## Zgodovina
Dubajsko čokolado je leta 2021 razvila Sarah Hamouda, ustanoviteljica podjetja Fix Dessert Chocolatier iz Dubaja. Sladica je nastala pri preskušanju kombinacij okusov čokolade in pistacije. Mednarodno zanimanje je dubajska čokolada vzbudila konec leta 2023, ko jo je na TikToku objavila prehranska vplivnica Maria Vehera in je njena objava postala viralna.
Jeseni 2024 se je na spletu pojavilo veliko zanimanje za dubajsko čokolado sprva zlasti v nemško govorečem območju. Spletno navdušenje se je širilo po omrežjih, kot sta TikTok in Instagram. Vplivneži so znatno pripomogli k priljubljenosti sladice, in sicer so jo predstavljali kot razkošen proizvod ter poudarjali zlasti hrustljavost polnila. Trend se je kasneje razširil po vsem svetu, in na primer tudi v Franciji se je povpraševanje močno povečalo.
Zaradi navdušenja je več znanih proizvajalcev čokolade, vključno z Lindtom, dubajsko čokolado uvrstilo v svoj nabor čokoladnih izdelkov. Ob prihodu v trgovine je bila sladica pogosto takoj razprodana. V nekaterih državah je prišlo tudi do pravnih sporov glede uporabe imena oziroma zaščite geografskega porekla. S pridevnikom  »dubajski« so nekateri proizvajalci na trg poslali tudi druge jedi s polnilom ali nadevom iz kadaifa in pistacije, na primer sladoled, medenjake in celo klobase.

## Sestavine
Dubajska čokolada je sestavljena iz mlečne čokolade in polnila s sladko pistacijevo kremo, umešano v drobno nasesekljan kadaif. Izdelujejo jo v obliki ploskih praviloma 100-gramskih čokoladnih tablic, ki se zlahla lomijo na manjše kosce. Zaradi bogatega polnila čokoladne tablice niso tako tanke kot velja za čokoladne tablice brez polnila.